# Estela de Guangaeto
A Estela de Guangaeto é uma estela memorial da tumba do rei Guangaeto de Goguryeo, erguida em 414 por seu filho Jangsu. Fica perto do túmulo de Guangaeto, na cidade de Ji'an, ao longo do rio Yalu, na província de Jilin, nordeste da China, que era a capital de Goguryeo na época. Ela é esculpida em uma única massa de granito, tem quase sete metros de altura e uma circunferência de quase quatro metros. A inscrição é escrita exclusivamente em chinês clássico.